# 洛施托夫

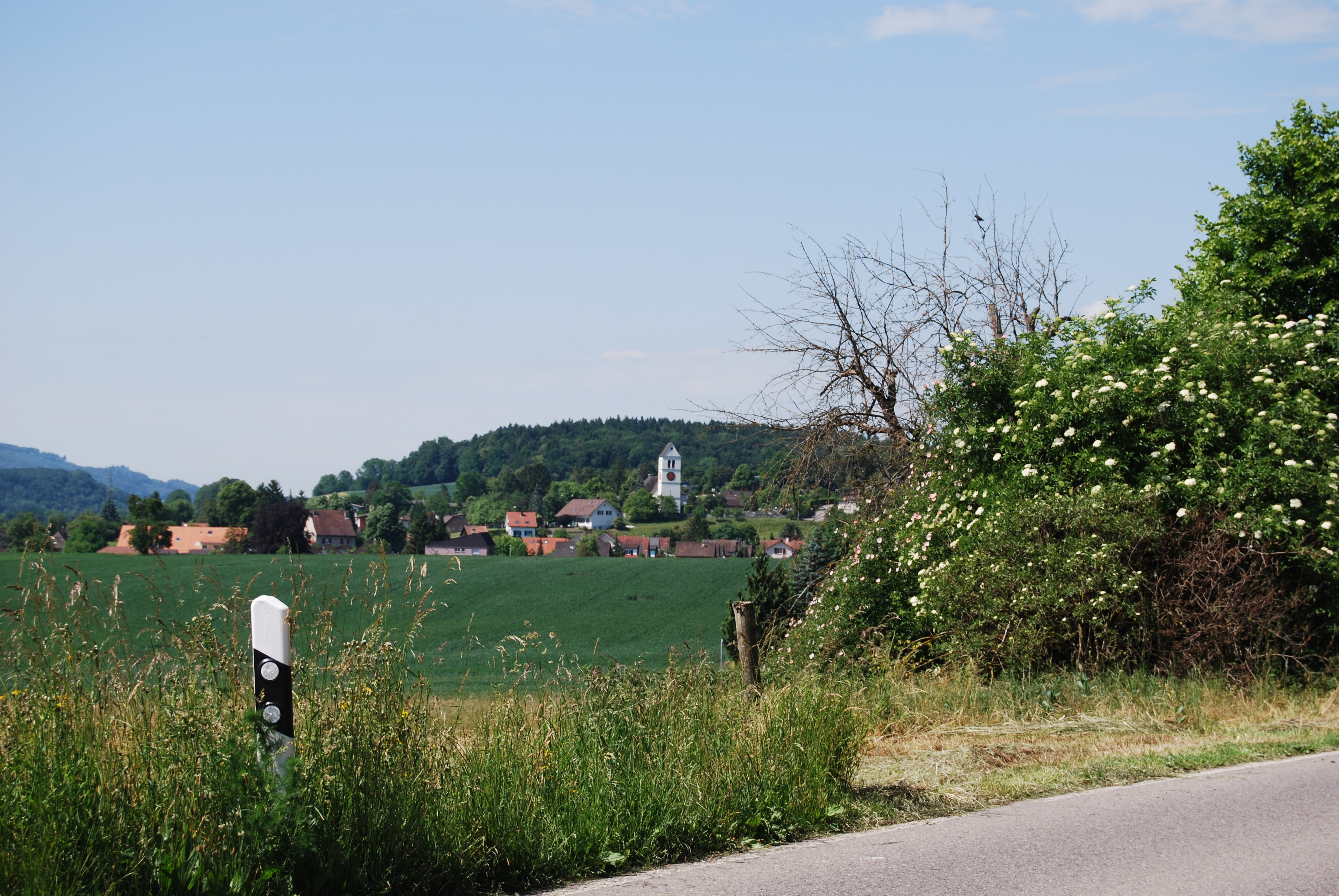

洛施托夫是瑞士的城鎮，位於該國北部，由索洛圖恩州負責管轄，面積13.26平方公里，海拔高度451米，2012年人口3,865，四成半人口信奉羅馬天主教，人口密度每平方公里291人。

## 外部連結
- Official website （页面存档备份，存于） （德文）